# 初島站
初島站（日语：／ Hatsushima eki */?）是位於和歌山縣有田市初島町，屬於西日本旅客鐵道（JR西日本）的紀勢本線車站。和歌山站至御坊站之間的快速運行列車會通過此站，只有各站停車停此站。但是在1987年至1989年的海灘季節中，部分特急停此站。

## 歷史
- 1938年12月15日：國鐵紀勢西線的下津站至箕島站之間加設此站，當時為無車站職員的簡易停車場[2]。同日，紀勢西線的冷水浦站也啟用。
- 1942年1月15日：東亞燃料工業株式會社(現時：JXTG能源)專用側線的工程完成，此站開始設有貨物列車停站。並設有站長與8名之內的車站職員[2]。
- 1944年3月28日：第一代站房竣工[2]。
- 1945年7月28日：站房被空襲燒毀[2]。
- 1949年3月14日：新站房（第二代）竣工[2]。
- 1959年7月15日：三木里站至新鹿站之間開通，同時路線由紀勢西線改名為紀勢本線[1]。
- 1987年4月1日：隨國鐵分割民營化，車站由西日本旅客鐵道（JR西日本）營運[1]。
- 2007年3月至4月：進行車站加固工程。
- 2018年3月17日：當日起全日改為無人車站[3]。
- 2020年3月14日：可以使用「ICOCA」等交通系IC卡[4]。
- 2025年：

- 3月11日：JR西日本宣布將利用3D列印技術為初島站興建新的站房，以替代現時使用已久的舊站房。此項宣布使初島站成為世界上第一座利用3D列印技術興建的車站。
- 3月26日：於首班車抵達前完成組裝。
- 7月22日：經過內部裝修後的新站房開始投入使用。

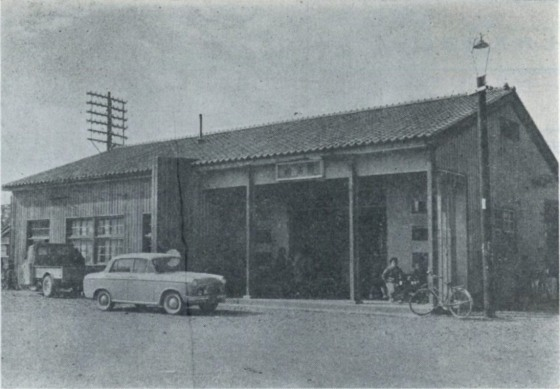
1962年(昭和37年)的初島站

## 車站構造

### 站房
現時使用中的站房為第三代，屬於簡易式車站站房，位於原站房右側，是全球首個全面運用了3D列印技術製作站房。站房的各個部件首先在工場內以特製的3D列印機，在預先紥成的鋼筋上把水泥從噴咀中噴出凝固，完成所有部件後，再由貨車把部件送至車站作直接組裝，工程於2025年3月25日尾班車後及26日凌晨進行，前後花上六小時的時間便完成。及後再進行電力接駁等後續內裝工程，站房於7月22日起開始使用。原來的自動售票機也重新置入站房的右側，左側則放置了一對專用作出、入站的IC卡感應器。

#### 第二代站房
於1949年因應第一代站房被炸後重建，為一座單層木建站房。新站房啟用後暫時仍保留在原址，但已封鎖。

### 月台
設有1面2線島式月台。構內設有場內、出發信號機，可作為閉塞的邊界；車站坐落在路線以東，並透過跨線橋與月台連接。
| 月台 | 路線   | 方向                 |
| ---- | ------ | -------------------- |
| 1    | 紀國線 | 御坊、白濱、新宮方向 |
| 2    | 紀國線 | 和歌山、天王寺方向   |

- 以上的路線名是使用旅客資訊上的名稱（愛稱）。
- 在2010年4月後，月台上設有簡易自動廣播系統。

## 使用狀況
以下列出近年1日平均乘車人次。
| 年度   | 一日平均 乘車人次 |
| ------ | ----------------- |
| 1998年 | 536               |
| 1999年 | 488               |
| 2000年 | 475               |
| 2001年 | 448               |
| 2002年 | 435               |
| 2003年 | 414               |
| 2004年 | 399               |
| 2005年 | 393               |
| 2006年 | 397               |
| 2007年 | 407               |
| 2008年 | 414               |
| 2009年 | 392               |
| 2010年 | 407               |
| 2011年 | 419               |
| 2012年 | 396               |
| 2013年 | 402               |
| 2014年 | 403               |
| 2015年 | 398               |
| 2016年 | 340               |
| 2017年 | 361               |

## 車站周邊
車站鄰近JXTG能源和歌山煉油廠。
- 有田市政廳初島分所
- 有田市立初島小學
- 有田市立初島中學（日语：有田市立初島中学校）
- 有田初島郵局
- 國道42號

## 相鄰車站
西日本旅客鐵道
 紀國線（紀勢本線）
■快速
通過
■普通（包括在阪和線內的快速及紀州路快速列車）
箕島－初島－下津

## 外部連結
- 初島｜車站資訊：JR出門網 - 西日本旅客鐵道